# Boran
Trihydridoboron, còn được gọi là boran hoặc borin, là một hợp chất vô cơ không ổn định và có tính phản ứng cao với công thức hóa học là BH3. Việc điều chế hợp chất boran carbonyl BH3(CO) đã đóng một vai trò quan trọng trong việc khám phá ra tính chất hóa học của boran, vì nó chỉ ra khả năng tồn tại của phân tử boran. Tuy nhiên, BH3 là một loại acid Lewis rất mạnh. Do đó, nó có tính phản ứng cao và rất ít khi có thể quan sát được hợp chất này một cách trực tiếp.

## Cấu trúc và thuộc tính
BH3 có cấu trúc phân tử đối xứng nhau và có hình tam giác phẳng. Độ dài của liên kết B–H là 119 pm.
Trong trường hợp không có các hợp chất khác, nó phản ứng với chính nó để tạo thành diboran(6). Do đó, nó là chất trung gian trong việc điều chế diboran(6) theo phản ứng:
BX3 + BH4− → HBX3− + (BH3) (X=F, Cl, Br, I)
2BH3 → B2H6
Enthalpy tiêu chuẩn của dimer BH3 được ước tính là −170 kJ mol−1. Nguyên tử bor trong BH3 có 6 electron. Do đó, nó là một acid Lewis mạnh và phản ứng với bất kỳ base Lewis nào
BH3 + L → L—BH3
tạo thành một liên kết cộng hóa trị. Các hợp chất này bền về mặt nhiệt động lực học, nhưng có thể dễ bị oxy hóa trong không khí. Các dung dịch chứa boran dimethylsulfide và boran-tetrahydrofuran có bán trên thị trường. Và tetrahydrofuran, một chất ổn định được thêm vào để ngăn quá trình oxy hóa boran. Dưới đây là các so sánh độ ổn định của các dẫn xuất của boran:
PF3 < CO < Et2O < Me2O < C4H8O < C4H8S < Et2S < Me2S < Py < Me3N < H−
BH3 có một số đặc điểm của acid yếu vì các chất khi phản ứng sẽ tạo thành các phức chất chứa oxy. Dung dịch nước của BH3 cực kỳ không ổn định.
BH3 + 3H2O → B(OH)3 + 3H2

## Phản ứng
BH3 là chất trung gian trong phản ứng tạo ra các dẫn xuất boran:
B2H6 ⇌ 2BH3
BH3 +B2H6 → B3H7 +H2
BH3 + B3H7 ⇌ B4H10
B2H6 + B3H7 → BH3 + B4H10 ⇌ B5H11 + H2
Các bước tiếp theo để tạo ra các dẫn xuất boran, với B10H14 và B20H26 là các dẫn xuất cuối cùng thu được.
Amonia-boran, được tạo ra bởi phản ứng của các sản phẩm boran khác, có thể khử nguyên tố hydro khi đun nóng để tạo ra borazin (BH)3(NH)3.
Các sản phẩm boran được sử dụng rộng rãi trong tổng hợp hữu cơ để hydro hóa, trong đó phân tử BH3 được thêm vào liên kết C=C trong alken để tạo ra các trialkylboran:
(THF)BH3 + 3CH2=CHR → B(CH2CH2R)3 + THF
Phản ứng này có tính chọn lọc, các dẫn xuất boran khác có thể được sử dụng để mang lại tính chọn lọc cao hơn nữa. Thử nghiệm các dẫn xuất trialkylboran có thể được chuyển đổi thành các dẫn xuất hữu cơ hữu ích. Với các alken, người ta có thể điều chế các hợp chất như [HBR2]2, chúng cũng là các loại thuốc thử hữu ích trong các phản ứng hóa học. Các dẫn xuất boran khác như dimethylsulfide và boran–tetrahydrofuran cũng có thể được sử dụng.
Quá trình hydro hóa có thể được kết hợp với quá trình oxy hóa để tạo ra phản ứng hydro hóa-oxy hóa. Trong phản ứng này, nhóm boryl trong các hợp chất boran hữu cơ được thay thế bằng một nhóm hydroxyl.
Phản ứng khử amin là sự mở rộng của phản ứng hydro hóa-oxy hóa, trong đó liên kết đôi carbon-nitơ đang trải qua quá trình hydro hóa. Liên kết đôi carbon-nitơ được tạo ra bởi sự khử nước của nhóm hemiaminal, được hình thành bằng cách thêm một amin vào phân tử cacbonyl, do đó có tính khử.

## Boran(5)
Boran(5) là phức chất của hydro và boran. Công thức phân tử của nó là BH5 hoặc có thể là BH3(η2-H2). Nó chỉ bền ở nhiệt độ rất thấp và sự tồn tại của nó được xác nhận ở nhiệt độ rất thấp. Boran(5) và methanium (CH5+) là chất đẳng điện tử. Base liên hợp của nó là anion borohydride.